# Bad Girl (film, 1931)
Pour les articles homonymes, voir Bad Girl.
Pour plus de détails, voir Fiche technique et Distribution.
Bad Girl est un film américain pré-Code réalisé par Frank Borzage, sorti en 1931.
Les turpitudes d'un couple sur fond de crise sociale et d'incompréhension.

## Synopsis
Dorothy Haley, modèle dans un magasin, est excédée par les hommes qui ne cessent de la draguer ou de la reluquer.
Un jour, sa meilleure amie Edna lui présente un homme qui semble différent : Eddie Collins. Dorothy essaie de l'approcher mais celui-ci l'ignore et finit même par la rabrouer pour son insistance.
Celle-ci va cependant s'avérer payante. Eddie s'éprend de cette jeune femme.
Un soir, il la reçoit chez elle et ils passent la nuit ensemble. Le lendemain, Dorothy est renvoyée de chez elle par son frère qui gère la maisonnée.
Elle est recueillie par Edna. De son côté, Eddie rêve de posséder sa propre boutique de radios ; il a économisé beaucoup d'argent dans ce but.
Il en parle à Dorothy. Apprenant qu'elle est à la rue, il se propose de l'épouser quand bien même ça n'était pas dans ses projets initiaux, promettant une fidélité sans faille et un dévouement total afin que sa bien-aimée soit heureuse et ne manque de rien.
Dorothy a peur de lui dire qu'elle est enceinte. Croyant que ce mal-être vient de leur appartement trop petit, Eddie dépense toute sa fortune pour acheter une maison ainsi que du mobilier neuf.
Mais Dorothy ne semble pas plus enjouée. C'est Edna qui dévoile à Eddie que Dorothy attend un enfant.
Dorothy se plaint auprès de son mari qu'à cause de leur manque de moyens, bien qu'ils aient un médecin, ils ne puissent pas se payer le meilleur.
Eddie s'engage pour un combat de boxe disant "je veux bien me faire rosser pour 40 dollars" ; il va rendre visite à ce médecin de luxe et l'implore d'aider sa femme pour l'accouchement.
Celui-ci le fera gratuitement et ira même jusqu'à offrir 50 dollars pour le nouveau-né.
Lorsqu'Eddie rejoint sa femme à l'hôpital, il découvre que celle-ci ne semble pas aimer son bébé. De son côté, elle-même pense qu'Eddie ne veut pas d'enfant.
Mais un événement amènera les deux époux à s'avouer leur amour mutuel et celui qu'ils partagent pour leur enfant, les réunissant comme au premier jour.

## Fiche technique
- Titre : Bad Girl
- Réalisation : Frank Borzage
- Scénario : Edwin J. Burke, d'après la pièce Bad Girl de Brian Marlow et Viña Delmar, adaptation du roman (même titre) de cette dernière
- Direction artistique : William S. Darling
- Photographie : Chester A. Lyons
- Montage : Margaret Clancey
- Costumes : Dolly Tree
- Société de production : Fox Film Corporation
- Société de distribution : Fox Film Corporation
- Pays de production :  États-Unis
- Langue : anglais
- Format : Noir et blanc - 35 mm - 1,37:1 -  Son Mono (Western Electric Sound System)
- Genre : drame
- Durée : 90 minutes
- Dates de sortie :
  - États-Unis : 14 août 1931 (Première mondiale à New-York)

## Distribution
- Sally Eilers : Dorothy Haley
- James Dunn[2] : Eddie Collins
- Minna Gombell : Edna Driggs
- Frank Darien : Lathrop
- Paul Fix : Père nerveux
- Sarah Padden : Mme Gardner
- William Pawley : Jim Haley

Acteurs non crédités
- Frank Austin : Voisin au bas des marches
- Aggie Herring : Couturière
- Claude King : Dr Burgess

## Récompenses et distinctions
- Oscar du meilleur réalisateur
- Oscar du meilleur scénario adapté